# Ignacio Zaragoza
Ignacio Zaragoza Seguín (IPA: [iɣˈnasio saɾaˈɣosa]; Presidio La Bahía, 24 marzo 1829 – Puebla de Zaragoza, 8 settembre 1862) è stato un generale e politico messicano, meglio conosciuto per la sconfitta delle forze d'invasione francesi nella battaglia di Puebla del 5 maggio 1862 (oggi celebrata sia negli Stati Uniti, sia in Messico come Cinco de Mayo).

## Biografia
Zaragoza nacque nel villaggio di Presidio La Bahía nel Texas Messicano (oggi conosciuto come Goliad, negli Stati Uniti) in quello che era lo Stato Messicano di Coahuila y Texas.
Era figlio di Miguel G. Zaragoza e María de Jesús Seguín, nipote di Erasmo Seguín e cugina di Juan Seguín. La famiglia dei Zaragoza si trasferì a Matamoros, in Messico, nel 1834, e quindi a Monterrey, in Messico, nel 1844, dove il giovane Ignacio iniziò a frequentare un seminario.
Durante le sommosse politiche degli anni cinquanta dell'Ottocento, Zaragoza divenne membro dell'esercito a favore della causa del Partito Liberale, che si opponeva al dittatore Antonio López de Santa Anna. Zaragoza è salito al comando di un plotone di volontari, che nel 1855 sconfisse Santa Anna e portò il ritorno di un governo costituzionale democratico in Messico. 

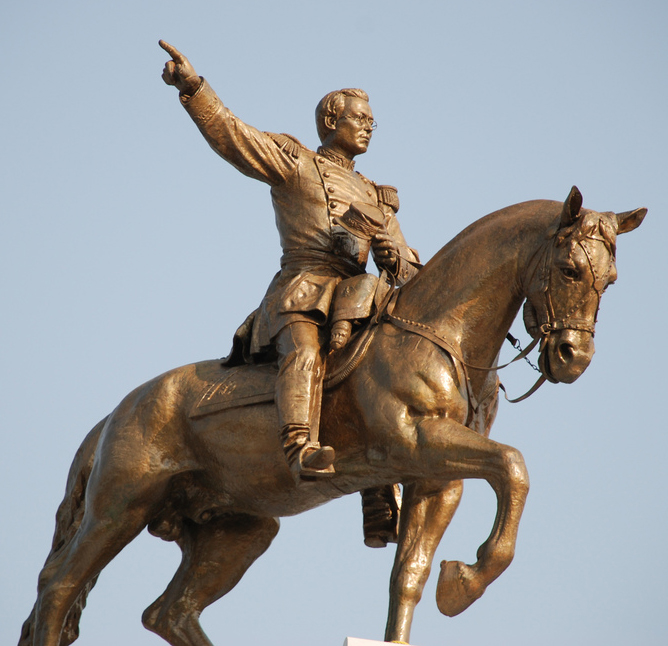
Monumento al generale Zaragoza di Jesús Fructuoso Contreras

Zaragoza prese parte alla Guerra come segretario dall'Aprile fino all'Ottobre 1861, nel Consiglio dei ministri di Benito Juárez. Egli diede le dimissioni per poter condurre l'esercito d'Oriente (Ejército de Oriente) contro gli europei che, usando come pretesto il debito estero del Messico sotto il Trattato di Londra concluso all'inizio di quell'anno, invase il Messico.
Quando le forze di Napoleone III invase nel intervento francese in Messico, le forze di Zaragoza combatterono per primi a Acultzingo il 28 aprile 1862, dove egli fu costretto alla ritirata. Zaragoza si rese conto delle posizioni difensive favorevoli all'esterno della città di Puebla, e con un'armata che era minore e non ben equipaggiata come quella degli avversari, egli respinse i ripetuti assalti francesi sulle posizioni messicane al forte di Loreto e a quello di Guadalupe. I Francesi furono obbligati a retrocedere a Orizaba.
La sua famosa citazione, "Las armas nacionales se han cubierto de gloria" (“Le armate nazionali si sono coperte di gloria”), è usata per ricordare la battaglia, e viene da una lettera di una sola riga che scrisse al suo superiore: il presidente Benito Juárez, informandolo della vittoria. Il suo ritratto fu rappresentato sulla banconota messicana da 500 pesos, dal 1995 al 2010 (serie D). Poco dopo la sua famosa vittoria, Zaragoza fu colpito da febbre tifoide per la quale morì all'età di 33 anni. Fu seppellito nel cimitero di San Fernando a Città del Messico. Successivamente fu riesumato e trasferito a Puebla, mentre la sua precedente tomba diventò un monumento.
Nel film Cinco de Mayo La Batalla (2013) Zaragoza fu interpretato da Kuno Becker.